# Gwendolyn B. Bennett

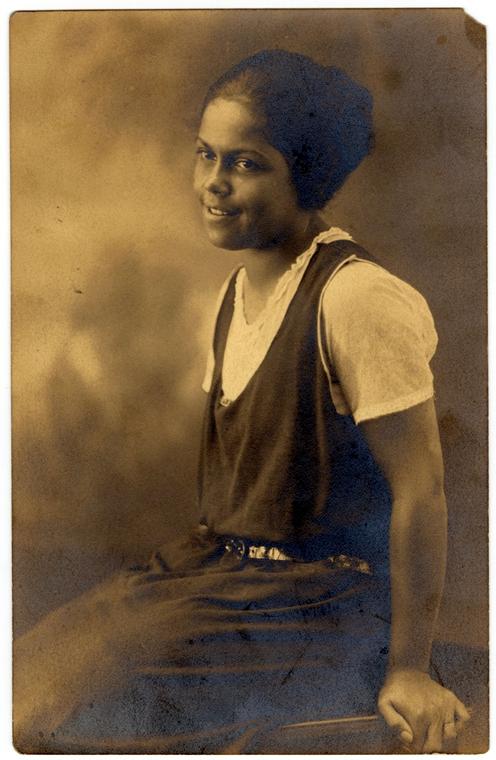
Gwendolyn Bennett, 1920er Jahre

Gwendolyn B. Bennett (* 8. Juli 1902 in Giddings, Texas; † 30. Mai 1981 in Reading, Pennsylvania) war eine US-amerikanische Künstlerin, Schriftstellerin und Journalistin. Sie wird der sozialen, kulturellen und künstlerischen Bewegung afroamerikanischer Schriftsteller und Maler Harlem Renaissance zugerechnet. Ihr prominentester Beitrag war der Kurzroman Poets Evening.

## Leben
Bennett wurde als Tochter von Joshua Robbin Bennett und Mayme F. (Abernethy) Bennett geboren. Ihre frühe Kindheit verbrachte sie in Wadsworth, Nevada, im Pyramid Lake Paiute Tribe Reservation. Ihre Eltern arbeiteten als Lehrer im Office of Indian Services für das Bureau of Indian Affairs. Im Jahr 1906, als Bennett vier Jahre alt war, zog die Familie nach Washington, D.C., damit der Vater an der Howard University Jura studieren und die Mutter eine Ausbildung zur Kosmetikerin machen konnte.
Bennetts Eltern ließen sich scheiden, als sie sieben Jahre alt war. Die Mutter erhielt das Sorgerecht, doch der Vater entführte seine Tochter. Zusammen mit ihrer Stiefmutter Marechal Neil lebten sie versteckt an verschiedenen Orten im Osten, darunter Harrisburg, Pennsylvania, und Brooklyn, New York, wo sie von 1918 bis 1921 die Brooklyn Girl's High School besuchte.
Während ihrer Zeit an der High School gewann Bennett den ersten Platz in einem schulweiten Kunstwettbewerb und war die erste Afroamerikanerin, die literarischen und dramatischen Gesellschaften beitrat. Sie schrieb ein Schultheaterstück und war auch als Schauspielerin zu sehen. Außerdem schrieb sie sowohl die Abschlussrede als auch den Text für das Abschlusslied.
Nach ihrem Abschluss 1921 belegte Bennett Kunstkurse an der Columbia University und am Pratt Institute. Während ihres Studiums wurde ihr Gedicht Heritage im November 1923 in The Crisis, der Zeitschrift der National Association for the Advancement of Colored People, veröffentlicht; im Dezember desselben Jahres erschien Heritage in Opportunity: A Journal of Negro Life, einer von der National Urban League herausgegebenen Zeitschrift. 1924 wurde ihr Gedicht To Usward als Widmung für die Einführung von Jessie Fausets Roman There Is Confusion bei einem von Charles S. Johnson veranstalteten Abendessen.
Bennett machte 1924 ihren Abschluss an der Columbia und der Pratt University und erhielt eine Stelle an der Howard University, wo sie Design, Aquarellmalerei und Kunsthandwerk unterrichtete. Im Dezember 1924 erhielt Bennett ein Stipendium, das ihr ein Studium an der Sorbonne in Paris ermöglichte. Anschließend setzte sie ihre Ausbildung an der Académie Julian und der École du Panthéon in Paris fort. Während ihres Studiums in Paris arbeitete Bennett mit einer Vielzahl von Materialien, darunter Aquarell, Öl, Holzschnitt, Feder und Tinte sowie Batik, was der Beginn ihrer Karriere als Grafikerin war. Die meisten ihrer Werke aus dieser Zeit wurden jedoch bei einem Brand im Haus ihrer Stiefmutter im Jahr 1926 zerstört.
Bennett wurde eine prominente Persönlichkeit und bekannt für ihre Gedichte und Schriften, die einen direkten Einfluss auf die Harlem Renaissance ausübten. Zu den Ansätzen, die sie in ihren Werken vertrat, gehören die Betonung des Rassenstolzes und die Rückbesinnung auf afrikanische Werte, wie Musik und Tanz. Eines ihrer einflussreichsten Gedichte hierzu ist Fantasy.
Als Bennett 1926 Paris verließ, kehrte sie nach New York City zurück, um Assistentin des Herausgebers von Opportunity zu werden. Als Redaktionsassistentin veröffentlichte sie Artikel zu Themen der Literatur und der bildenden Künste, und in ihrer Kolumne The Ebony Flute (1926–28) berichtete sie über die vielen kreativen Köpfe der Harlem Renaissance. Während ihrer Zeit bei Opportunity erhielt sie ein Stipendium der Barnes Foundation für ihre Arbeit im Bereich Grafikdesign und bildende Kunst. Ihre Arbeiten umfassten Themen zu verschiedenen Rassen, Altersgruppen, Klassen oder Geschlechter, und wurden auch für die Titelseiten von Crisis und Opportunity verwendet.
1926 war sie außerdem Mitbegründerin und Redakteurin der kurzlebigen Literaturzeitschrift Fire!! Die von einzige Ausgabe von Fire!! wurde von Bennett zusammen Wallace Thurman, Zora Neale Hurston, Aaron Douglas, John P. Davis, Richard Bruce Nugent und Langston Hughes herausgegeben.
Neben ihrer Betonung des Rassenstolzes und ihrer literarischen Kolumne The Ebony Flute vertrat Bennett auch eine romantische Vision des Afrikanischseins in Form romantischer Lyrik. Eine Möglichkeit, diese Vision auszudrücken und zu teilen, findet sich in To a Dark Girl, eines ihrer berühmtesten Gedichtwerke. Bennetts Bilder und Vergleiche mit Königinnen sollen afroamerikanische Frauen darin bestärken, ihr Schwarzsein anzunehmen. Bennett bewunderte afroamerikanische Künstler und war stolz darauf, Teil dieser Gemeinschaft zu sein, auch wenn sie unter Rassismus leiden musste. Obwohl Homosexualität in der Zeit stark abgelehnt wurde, war es durchaus üblich, dass Dichterinnen in Gedichten Frauen anschrieben, und Bennett tat das hier auch.
Bennett rief die Harlem Circles ins Leben. Sie sollten Orte sein, an denen sich Schriftstellerinnen und Schriftsteller treffen, Ideen austauschen und sich inspirieren lassen konnten. Über einen Zeitraum von acht Jahren trafen sich einige der berühmtesten Persönlichkeiten der Harlem Renaissance, wie Wallace Thurman und Langston Hughes, in diesen Gruppen und schufen in der Folge bedeutende Werke.
Ihre Arbeit in dieser Zeit wurde von ihren Schriftstellerkollegen in Harlem anerkannt. Der Dramatiker Theodore Ward erklärte, Bennetts Werk sei eines der „vielversprechendsten unter den Dichtern der Harlem Renaissance“. John Mason Brewer, ein wie Bennett aus Texas stammender, afroamerikanischer Volkskundler, erklärte, dass aufgrund von Bennetts texanischem Geburtsort „Texaner das Gefühl haben, dass sie einen Anspruch auf sie haben und dass die schönen und ergreifenden Texte, die sie schreibt, teilweise aus dem Eindruck ihrer frühen texanischen Umgebung resultieren“. Der Aktivist und Autor James Weldon Johnson beschrieb Bennetts Werk als „zart“ und „ergreifend“.
Nach ihrer Heirat mit Albert Joseph Jackson 1927 zog das Paar nach Eustis, Florida, und ihre Produktivität nahm weit entfernt von Harlem ab. Insbesondere fehlten ihr die Nachrichten zur Fortführung ihrer Kolumne in Opportunity. Auch wegen des Rassismus, dem sie begegneten, blieben sie nur drei Jahre lang in Florida und zogen 1930 nach Long Island. Bennett begann wieder häufiger zu schreiben. Nach Jacksons Tod 1936 zog sie zurück nach New York City.
1940 heiratete sie den Pädagogen und Schriftsteller Richard Crosscup, einen Weißen. Ihre gemischte Ehe war zu Bennetts Zeiten gesellschaftlich nicht akzeptiert.
Harlem blieb Bennetts Leidenschaft, und in den späten 1930er und 1940er Jahren engagierte sie sich weiterhin in der Kunst. Sie war seit 1935 Mitglied der Harlem Artists Guild, und das Harlem Community Art Center stand von 1939 bis 1944 unter ihrer Leitung. Sie war im Vorstand der Negro Playwright's Guild aktiv und an der Entwicklung der George Washington Carver Community School beteiligt. Ab 1941 ermittelte das FBI kontinuierlich gegen Bennett wegen des Verdachts, sie sei Kommunistin, und tat dies bis 1959 immer wieder, obwohl es keine schlüssigen oder beweiskräftigen Anschuldigungen gab. Diese Erfahrung veranlasste sie jedoch, sich aus der Öffentlichkeit zurückzuziehen, und sie begann, als Sekretärin für die Consumers Union zu arbeiten.
Bennett ging 1968 in den Ruhestand und zog mit ihrem Ehemann Richard Crosscup nach Kutztown, Pennsylvania, wo sie ein Antiquitätengeschäft namens Buttonwood Hollow Antiques eröffneten. Im Jahr 1980 starb Crosscup an Herzversagen, und Bennett selbst starb 1981 im Alter von 78 Jahren im Reading Hospital an Herz-Kreislauf-Komplikationen.

## Veröffentlichungen (Auswahl)
Kurzgeschichten
- Wedding Day, in: Fire!! (1926)
- Tokens, in: Ebony & Topaz (1927)

Sachbeiträge
- The Ebony Flute, Kolumne in: Opportunity (1926–28)
- The Future of the Negro in Art, in: Howard University Record (Dezember 1924)
- Negros: Inherent Craftsmen, in: Howard University Record (Februar 1925)
- The American Negro Paints, in: Southern Workman (Januar 1928)
- I go to Camp, in: Opportunity (August 1934)
- Never the Twain Must Meet, in: Opportunity (März 1934)
- Rounding the Century: Story of the Colored Orphan Asylum & Association for the Benefit of Colored Children in New York City, in: Crisis (Juni 1935)
- The Harlem Artists Guild, in: Art Front (Mai 1937)

Lyrik
- Heritage, in: Opportunity (Dezember 1923, Online)
- Nocturne, in: Crisis (November 1923, Online)
- To Usward, in: Crisis und Opportunity (Mai 1924, Online)
- Wind, in: Opportunity (November 1924, Online)
- On a Birthday, in: Opportunity (September 1925)
- Purgation, in: Opportunity (Februar 1925, Online)
- Song, in: Palms (Oktober 1926, Online)
- Street Lamps in Early Spring, in: Opportunity (Mai 1926, Online)
- Lines Written At the Grave of Alexandre Dumas, in Opportunity (Juli 1926, Online)
- Moon Tonight, in: Gypsy (Oktober 1926)
- Hatred, in: Opportunity (Juni 1926)
- Dear Things, in: Palms (Oktober 1926)
- Dirge, in: Palms (Oktober 1926)

Ihr Werk ist in zahlreichen Anthologien dieser Zeit vertreten, darunter :
- Countee Cullen (Hrsg.): Caroling Dusk: An Anthology of Verse by Black Poets of the Twenties: Anthology of Black Verse. Harper & Brothers, New York City 1927.
- Alain Locke (Hrsg.): The New Negro: An Interpretation. Atheneum Books, New York City 1925.
- William Stanley Braithwaite (Hrsg.): Yearbook of American Poetry, 1927. B. J. Brimmer, Boston 1927.

Moderne Ausgabe ausgewählter Werke:
- Belinda Wheeler und Louis J. Parascandola (Hrsg.): Heroine of the Harlem Renaissance: Gwendolyn Bennett's Selected Writings. Penn State University Press, State College, PA 2018, ISBN 978-0-271-08096-3.

## Weiterführende Literatur
- Michael A. Chaney: Traveling Harlem's Europe: Vagabondage from Slave Narratives to Gwendolyn Bennett's «Wedding Day» and Claude McKay's «Banjo». In: Journal of Narrative Theory. Band 32, Nr. 1, 2002, S. 52–76.
- Sandra Y.  Govan: A Blend of Voices: Composite Narrative Strategies in Biographical Reconstruction. In: Dolan Hubbard (Hrsg.): Recovered Writers/Recovered Texts. University of Tennessee Press, Knoxville, TN 1997, S. 90–104.
- Sandra Y.  Govan: After the Renaissance: Gwendolyn Bennett and the WPA years. In: MAWA-Review. Band 3, Nr. 2, Dezember 1988, S. 27–31.
- Sandra Y.  Govan: Kindred Spirits and Sympathetic Souls: Langston Hughes and Gwendolyn Bennett in the Renaissance. In: C. James Trotman (Hrsg.): Langston Hughes: The Man, His Art and His Continuing Influence. Garland Press, New York City 1995, S. 75–85.
- Darlene Clark Hine (Hrsg.): Black Women in America. 2. Auflage. Oxford University Press, Oxford 2005, ISBN 978-0-19-515677-5.
- Gwendolyn S. Jones: Gwendolyn Bennett, [1902]–[1981]. In: Emmanuel S. Nelson (Hrsg.): African American Authors, [1745]–[1945]: A BioBibliographical Critical Sourcebook. Greenwood Press, Westport, CT 2000, S. 18–23.
- Ann Allen Shockley: Afro-American Women Writers 1746–1933: An Anthology and Critical Guide. Meridian Books, New Haven, CT 1989, ISBN 0-452-00981-2.
- Belinda Wheeler: Gwendolyn Bennett's «The Ebony Flute». In: Modern Language Association. Band 128, Nr. 3, Mai 2013, S. 744–55, doi:10.1632/pmla.2013.128.3.744.